# Dymondia
Genre
Classification APG III (2009)
Dymondia est un genre de plantes à fleurs de la famille des Asteraceae. Le genre ne comprend qu'une seule espèce endémique d'Afrique du Sud.

## Liste d'espèces
Selon NCBI (29 oct. 2010) :
- Dymondia margaretae